# 塞特纳赫特
塞特纳赫特（英語：Setnakhte）古埃及新王国时期第二十王朝的首任法老。（约公元前1190年—约公元前1186年在位）第十九王朝法老麥倫普塔死后，君权旁落，地方不断叛乱，局势动荡不安。同时叙利亚人伊尔苏亦进攻埃及，他自立为君主，并毁坏庙宇，搜刮财物。塞特纳赫特率军结束了伊尔苏的统治，创建第二十王朝。